# Lisa Hannigan

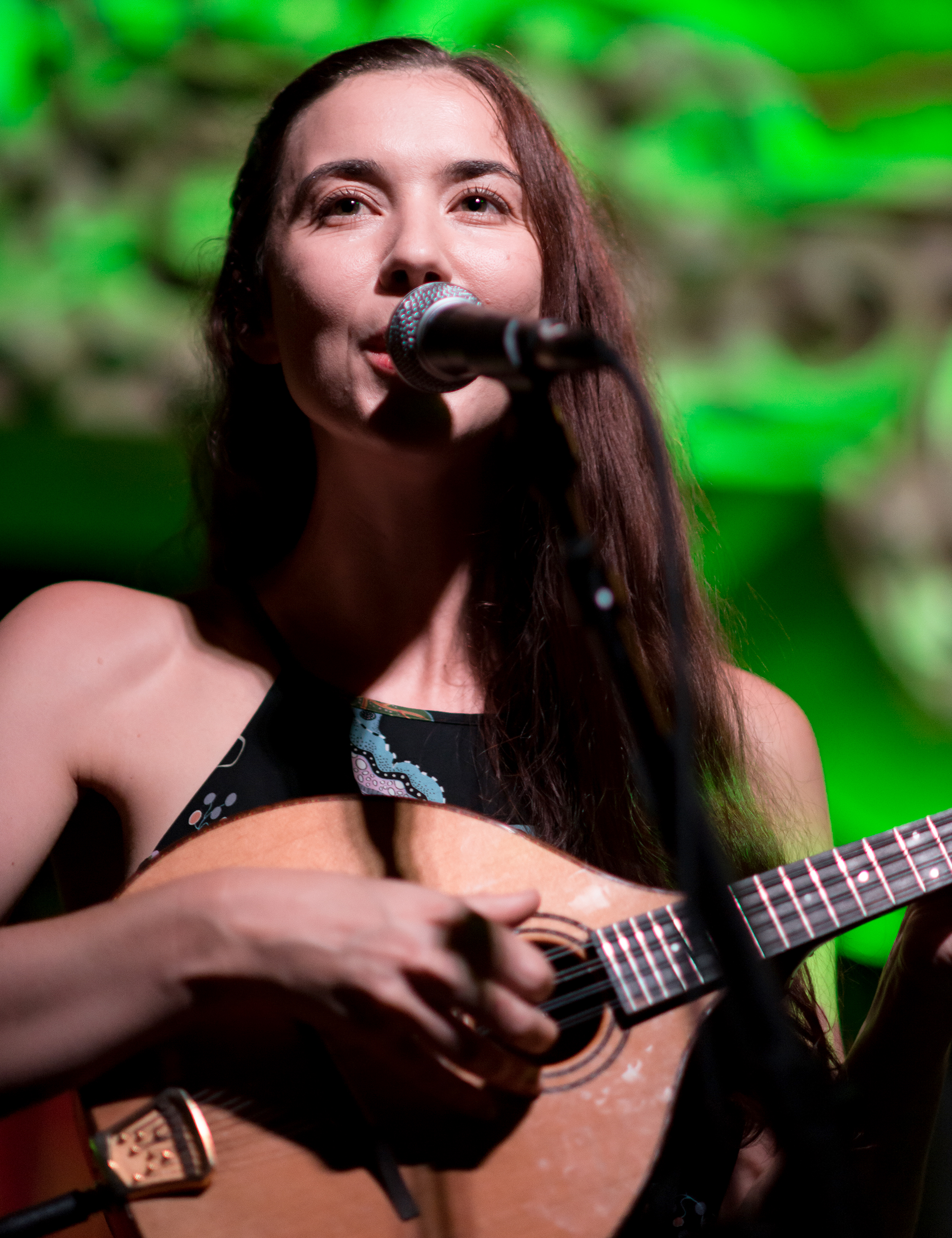

Lisa Hannigan, född den 12 februari 1981, är en irländsk sångerska. Hon har arbetat mycket med Damien Rice, men har nu gått solo. 2008 släpptes hennes debutalbum "Sea Sew". Albumet inkluderar bland annat låtarna Pistachio, Teeth och An Ocean and a Rock.
Lisa studerade konsthistoria på Trinity College i Dublin, Irland innan hon hoppade av för att fortsätta sin musikkarriär.